# ولادیمیر ایلین
ولادیمیر آدلفویچ ایلین (روسی: Влади́мир Адо́льфович Ильи́н؛ زادهٔ ۱۶ نوامبر ۱۹۴۷) بازیگر اهل اتحاد جماهیر شوروی است.
از فیلم‌ها یا برنامه‌های تلویزیونی که وی در آن نقش داشته‌است، می‌توان به تاراس بولبا، گامبی ترکی، جنگ و صلح، آفتاب‌سوخته، آرایشگر سیبری و ابله اشاره کرد.
وی همچنین برندهٔ جوایزی همچون هنرمند مردمی روسیه شده‌است.